# پاین نوول شر (کارولینای شمالی)
پاین نوول شر (به انگلیسی: Pine Knoll Shores) شهری در ایالت کارولینای شمالی کشور ایالات متحده آمریکا است که جمعیت آن در سرشماری سال ۲۰۱۰ میلادی، ۱٬۳۳۹ نفر بوده‌است.